# Fauda (Fernsehserie)
Fauda (arabisch فوضى, DMG fauḍạ̄ ‚Chaos, Durcheinander, Tohuwabohu, Unordnung; Anarchie; Planlosigkeit‘, eine Mayday-Losung zur Meldung scheiternder Militäroperationen) ist eine israelische Fernsehserie, die seit 2015 auf dem Fernsehsender Yes Oh gezeigt wird. Die zweite Staffel startete in Israel am 31. Dezember 2017 und auf Netflix am 24. Mai 2018. Die dritte Staffel wurde in Israel ab dem 26. Dezember 2019 ausgestrahlt und ist seit dem 16. April 2020 bei Netflix verfügbar. Die vierte Staffel erschien erstmals am 20. Januar 2023 auf Netflix.

## Handlung
Der israelisch-palästinensische Konflikt bietet den Hintergrund für die Geschehnisse um eine Mista’aravim-Spezialeinheit der israelischen Verteidigungsstreitkräfte. Diese ist auf der Jagd nach dem Hamas-Terroristen Abu-Ahmed, genannt „Der Panther“. Auf der anderen Seite befasst sich die Serie mit den Handlungen der Familie des Abu-Ahmed und der Entstehung ihres Kampfes gegen den Staat Israel.

## Rezeption

### Preise
In Israel erhielt die Serie im Jahr 2016 sechs Preise, darunter den Preis für die beste Serie. Im Dezember 2017 nannte die New York Times Fauda die beste ausländische Serie des Jahres 2017. Im Jahr 2018 erhielt die Serie elf israelische Fernseh-„Oskars“, darunter jeweils den ersten Preis für den besten Darsteller (Lior Raz), das beste Drehbuch, beste Besetzung und beste Special Effects.

### Kritik
George Zeidan nannte Fauda in einem Artikel in der Zeitung Haaretz 2020 „nicht nur dumm, verlogen und auf traurige Weise absurd, sondern anti-palästinensische Hetze“.
Am 27. Dezember 2020 setzte das Internationale Rote Kreuz für Israel und Palästina eine Reihe von Tweets ab, um darauf hinzuweisen, dass manche in Fauda dargestellten Handlungen – speziell solche, durch die Palästinenser getäuscht und in eine Falle gelockt wurden – durch das Internationale Humanitäre Recht und die Genfer Konventionen verboten sind. So zeigt beispielsweise die Staffel 3 einen vorgetäuschten humanitären Einsatz unter einem deutlich dem Roten Kreuz nachempfundenen Schutzzeichen an den Fahrzeugen, wobei der Einsatz in der  dargestellten Film-Wirklichkeit jedoch einer bewaffneten Operation dient. Die Tweets waren als Warnhinweise für Israelis formuliert, die die gezeigten Handlungen nachahmen könnten. Die israelischen Reaktionen waren unterschiedlich: Teils wurde betont, dass es sich bei Fauda um bloße Fiktion handele, teils wurde Fauda ausdrücklich bescheinigt, die Operationen der Sicherheitskräfte wirklichkeitsgetreu darzustellen.

## Besetzung
| Rollenname                  | Schauspieler             | Folgen    |
| --------------------------- | ------------------------ | --------- |
| Doron Kabilio               | Lior Raz                 | 1.01–     |
| Gabi 'Captain Ayoub'        | Itzik Cohen              | 1.01–     |
| Gali Kabilio                | Neta Garty               | 1.01–     |
| Nurit                       | Rona-Lee Shimon          | 1.01–     |
| Hertzel 'Steve' Pinto       | Doron Ben-David          | 1.01–     |
| Eli                         | Yaakov Zada-Daniel       | 1.01–     |
| Amos Kabilio                | Jigal Naor               | 2.01–2.08 |
| Sagi                        | Idan Amedi               | 2.01–     |
| Dana                        | Meirav Shirom            | 2.02–     |
| Anat Moreno                 | Moran Rosenblatt         | 2.02–     |
| Avihai Ben-Haim             | Boaz Konforty            | 1.01–3.09 |
| Hagit                       | Dafi Shoshana-Alpern     | 3.04–     |
| Shani Russo                 | Inbar Lavi               | 4.01–     |
| Maya Binyamin               | Lucy Ayoub               | 4.02–     |
| Rafael                      | Oded Leopold             | 4.03–     |
| Boaz                        | Tomer Kapon              | 1.01–1.07 |
| Taofik Hamed 'Abu Ahmad'    | Hisham Sulliman          | 1.01–1.12 |
| Nasrin Hamed                | Hanan Hillo              | 1.01–1.12 |
| Mickey Moreno               | Yuval Segal              | 1.01–2.01 |
| Walid El Abed               | Shadi Mar'i              | 1.01–2.09 |
| Dr. Shirin El Abed          | Laëtitia Eïdo            | 1.01–2.09 |
| Naor                        | Tsahi Halevi             | 1.01–2.12 |
| Abu Samara                  | Jameel Khoury            | 1.01–3.11 |
| Samir                       | Amir Khoury              | 2.01–2.11 |
| Marwa                       | Luna Mansour             | 2.01–2.12 |
| Nidal 'Abu Seif al Maqdasi' | Firas Nassar             | 2.01–2.12 |
| Casspi                      | Rotem Keinan             | 2.01–4.04 |
| Jihad Hamdan                | Khalifa Natour           | 3.01–3.09 |
| Bashar Hamdan               | Ala Dakka                | 3.01–3.12 |
| Hila Bashan                 | Marina Maximilian Blumin | 3.02–3.11 |
| Yaara Zarhi                 | Reef Neeman              | 3.04–3.12 |
| Omar Tawalbe                | Amir Boutrous            | 4.01–4.12 |
| Adel Tawalbe                | Loai Nofi                | 4.01–4.12 |